# 深圳市市场监督管理局
深圳市市场监督管理局（简称深圳市市场监管局），加挂深圳市知识产权局牌子，是中华人民共和国广东省深圳市人民政府主管市场综合监管和食品、药品、医疗器械、化妆品、知识产权管理方面组成部门。

## 历史
- 1979年7月，深圳市工商行政管理局在原宝安县工商局的基础上成立[1]。
- 1988年8月，深圳市工商行政管理局与深圳市物价局合并，成立深圳市工商行政管理（物价）局[2][3]。
- 1999年，深圳市技术监督局改为深圳市质量技术监督局[3]。
- 2004年5月，隶属于深圳市科学技术局的深圳市知识产权局与隶属于深圳市文化局的深圳市版权局合并，组建独立的深圳市知识产权局[4][5]；在深圳市药品监督管理局的基础上组建深圳市食品药品监督管理局[6]。
- 2009年7月，深圳市进行大部制改革，将深圳市工商行政管理局、深圳市质量技术监督局、深圳市知识产权局的职责，以及深圳市卫生局餐饮环节的食品安全监管职责整合划入深圳市市场监督管理局，不再保留深圳市工商行政管理局、深圳市质量技术监督局、深圳市知识产权局；深圳市食品药品监督管理局改为深圳市药品监督管理局，划归深圳市卫生和人口计划生育委员会管理[7]。
- 2012年2月，深圳市市场监督管理局加挂深圳市知识产权局牌子[8]；5月，深圳市人民政府成立深圳市食品安全监管局，作为深圳市市场监督管理局内设副局级行政机构[9]。
- 2014年5月，深圳市人民政府成立深圳市市场和质量监督管理委员会，将深圳市市场监督管理局（市知识产权局）承担的工商行政管理、质量技术监督、知识产权、食品安全监管、价格监督等职责和深圳市药品监督管理局承担的药品、医疗器械、保健食品、化妆品监管等职责划入该委员会，下设正局级行政机构深圳市市场监督管理局（市质量管理局、市知识产权局）、深圳市食品药品监督管理局，副局级行政机构深圳市市场稽查局，不再保留深圳市药品监督管理局、深圳市食品安全监管管理局[3]。
- 2019年1月，深圳市人民政府重新组建深圳市市场监督管理局，将深圳市市场和质量监督管理委员会（深圳市食品药品监督管理局、深圳市市场监督管理局<市知识产权局、市质量管理局>）的职责，深圳市经济贸易和信息化委员会的农业、畜牧业管理职责以及配合开展经营者集中反垄断执法职责整合，重新组建深圳市市场监督管理局，加挂深圳市知识产权局牌子。深圳市市场监督管理局在区设分局，实行市以下垂直管理体制，不再保留深圳市市场和质量监督管理委员会[10]。
- 2024年2月，深圳市市场监督管理局的农业、畜牧业管理职责划入深圳市乡村振兴和协作交流局。

## 职责
根据《深圳市市场监督管理局职能配置、内设机构和人员编制规定》，深圳市市场监督管理局承担下列职责：
1. 负责市场综合监管和食品、药品、医疗器械、化妆品、知识产权管理。贯彻执行国家、省、市有关市场监管、食品、药品（含中药、民族药，下同）、医疗器械、化妆品、知识产权（含商标、专利、版权、原产地地理标志，下同）管理方面的法律、法规和政策。拟订有关地方性法规、规章草案、发展战略、专项规划、政策，经批准后组织实施。
2. 负责市场秩序监管。依法监管市场交易、网络商品交易及有关服务的行为。组织查处价格收费违法违规、不正当竞争、违法直销、传销和制售假冒伪劣行为。组织查处无照生产经营和相关无证生产经营行为。指导广告业发展，监管广告活动。负责规范和维护市场秩序，营造诚实守信、公平竞争的市场环境。负责消费者权益保护工作，指导市消费者委员会开展消费维权工作。
3. 负责市场主体统一登记注册。组织实施全市各类企业和从事经营活动的单位、个体工商户以及外国（地区）企业常驻代表机构等市场主体的登记注册工作。建立市场主体信息公示和共享机制，依法公示和共享有关信息，加强信用监管，推动市场主体信用体系建设。
4. 负责协助反垄断执法。统筹推进竞争政策实施，组织实施公平竞争审查制度。配合开展垄断协议、滥用市场支配地位和滥用行政权力排除、限制竞争等反垄断执法以及经营者集中反垄断审查工作。指导企业在国外的反垄断应诉工作。
5. 负责统筹促进个体工商户发展。拟订促进个体工商户发展政策措施，统筹个体工商户服务体系建设，承担建立完善小微企业名录库建设和应用工作，组织推进个体工商户转企业培育工作，推动个体工商户高质量发展。指导个体工商户转型升级。承担个体工商户发展工作的监督检查、监测分析工作。配合开展小微企业、个体工商户、专业市场党建工作，负责指导推动外卖配送员群体党建工作。承担市“小个专”党委办公室日常工作。
6. 负责标准化管理工作。组织实施标准化战略。依法协调指导和监督地方标准、团体标准制订修订工作。组织制定并实施标准化激励政策，规范标准化活动。指导各行业各领域采用国际一流标准，建立健全覆盖经济社会发展各领域的深圳标准体系。组织开展标准基础和前沿研究，推进深圳标准公共支撑服务体系建设。组织开展深圳标准实施情况的考核评价。
7. 负责促进知识产权运用。组织实施知识产权战略。组织实施知识产权激励奖励，指导知识产权转化运用和交易运营。指导落实知识产权申请的审查、确权等前置服务工作。指导知识产权无形资产评估、审查评议工作。指导和促进知识产权服务业发展。组织知识产权公共服务体系建设，推动知识产权信息传播利用。推进知识产权人才队伍建设。
8. 负责保护知识产权。推进深圳知识产权保护体系建设，建立知识产权保护协调和执法协作机制。组织指导知识产权争议处理、维权援助和纠纷调处。组织指导知识产权预警和涉外保护工作。组织查处知识产权违法行为。开展知识产权对外交流与合作。
9. 负责统筹推进深圳质量建设。组织实施质量强市战略。指导各部门各行业各领域开展质量提升行动，推动相关领域质量全面提升。组织开展深圳质量实施情况的考核评价。统筹全市质量基础设施建设与应用，会同有关部门实施重大工程设备质量监理制度，组织重大质量事故调查，监管产品防伪工作。依法承担产品质量安全监管。组织实施产品质量监督抽查、风险监控和伤害监测工作。组织实施质量分级制度、质量安全追溯制度、缺陷产品召回制度。实施工业产品生产许可管理。
10. 负责食品药品安全监管综合协调。组织协调食品药品安全工作。组织实施食品安全战略。指导和促进食品业发展。负责食品药品安全应急体系建设，按规定组织协调食品药品安全事件应急处置和调查处理工作。建立健全食品安全重要信息直报制度。负责市食品药品安全委员会日常工作。
11. 负责食品安全监管。负责食品行政许可和监管工作。建立覆盖食品生产、流通、消费全过程的监督检查制度和隐患排查治理机制并组织实施，防范区域性、系统性食品安全风险。推动建立食品生产经营者落实主体责任的机制，健全食品安全追溯体系。组织开展食品安全监督抽检、风险监测研判、核查处置和风险预警、风险交流工作。组织实施特殊食品监管工作。
12. 负责药品、医疗器械、化妆品安全监管。负责药品零售、医疗器械经营的行政许可和监管，以及化妆品经营和药品、医疗器械使用环节质量的监管。负责监督实施药品、医疗器械和化妆品标准以及分类管理制度。组织开展药品不良反应和医疗器械不良事件监测以及药品再评价工作。依法负责药品、医疗器械、化妆品安全风险监测工作。配合实施国家基本药物制度。
13. 负责特种设备安全监管。负责特种设备行政许可、安全监察、监督、风险防范和伤害监测工作。监督检查高耗能特种设备节能标准和锅炉环境保护标准的执行情况。制定特种设备应急救援预案。依法承担特种设备安全事故调查工作。
14. 负责统一管理计量、认证认可和检验检测工作。执行国家计量制度，推行法定计量单位，依职责管理计量器具及量值传递和比对工作。规范、监督商品量、市场计量行为和计量仲裁检定。指导协调全市认证认可与检验检测行业发展。依法监管认证认可与检验检测工作。
15. 负责农业、畜牧业产品质量监管相关的行政许可审批、监管执法、动植物防疫检疫工作。组织开展农产品质量安全监测、追溯、风险评估，发布有关农产品质量安全状况信息。负责动植物及其产品防疫检疫和动物卫生监管。负责执业兽医和畜禽屠宰管理及相关执法工作。负责组织实施农贸市场的日常监管和升级改造工作。
16. 完成市委、市政府和上级部门交办的其他任务。

## 机构设置

### 内设机构
- 办公室
- 规划发展处
- 督查处
- 法规处
- 财务处
- 行政处
- 综合监管体系建设处
- 执法协调处
- 智慧监管和科技处
- 审批服务处
- 知识产权促进处
- 知识产权保护处
- 信用监管处
- 消费者权益保护处（网络交易监管处）
- 公平竞争监管处
- 价格监督检查处
- 个体工商户服务处
- 市场建设处
- 广告处
- 质量发展处
- 产品质量安全监管处
- 标准处
- 计量和认证处
- 特种设备安全监察处
- 食品生产安全监管处（特殊食品安全监管处）
- 食品经营安全监管处
- 农产品质量安全监管处
- 动物防疫和监管处
- 药品安全监管处
- 医疗器械安全监管处
- 化妆品安全监管处
- 机关党委（人事处）

### 直属机构
- 深圳市企业注册局

### 派出机构
- 深圳市市场监督管理局福田监管局
- 深圳市市场监督管理局罗湖监管局
- 深圳市市场监督管理局盐田监管局
- 深圳市市场监督管理局南山监管局
- 深圳市市场监督管理局宝安监管局
- 深圳市市场监督管理局龙岗监管局
- 深圳市市场监督管理局龙华监管局
- 深圳市市场监督管理局坪山监管局
- 深圳市市场监督管理局光明监管局
- 深圳市市场监督管理局大鹏监管局
- 深圳市市场监督管理局深汕监管局

### 事业单位
- 深圳市农业科技促进中心（深圳市植物和种子检疫检测中心）
- 深圳市市场监督管理局许可审查中心
- 深圳市标准技术研究院（深圳市物品编码所）
- 深圳市药品检验研究院（深圳市医疗器械检测中心）
- 深圳市药物警戒和风险管理研究院（深圳市药师注册管理中心）
- 中国（深圳）知识产权保护中心（深圳国家知识产权局专利代办处）
- 深圳市计量质量检测研究院（国家高新技术计量站、国家数字电子产品质量监督检验中心）
- 深圳市公共信用中心（深圳互联网广告监测中心）
- 深圳市质量安全检验检测研究院（深圳市动物疫病预防控制中心）

### 挂靠单位
- 深圳市消费者委员会秘书处